# Kai Pröger

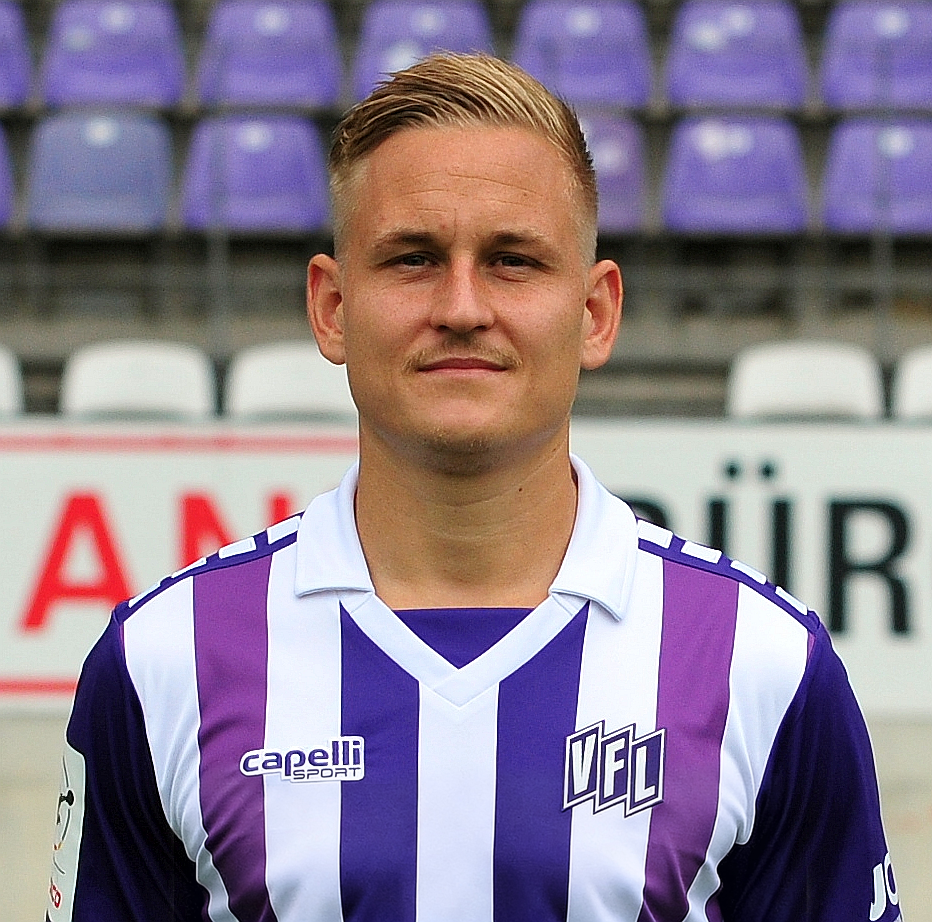
Kai Pröger im Heimtrikot des VfL Osnabrück Saison 2025/26

Kai Pröger (* 15. Mai 1992 in Wilhelmshaven) ist ein deutscher Fußballspieler. 

## Karriere
Aus der Jugend des Heidmühler FC stieg er 2011 in den Männerbereich auf und absolvierte eine Saison mit der Mannschaft in der Bezirksliga Weser-Ems. Zur nächsten Saison wechselte er in die zweite Mannschaft des VfB Oldenburg. In Oldenburg wurde er nicht nur in der Reserve eingesetzt, sondern auch in der ersten Mannschaft. Sein Debüt in der Regionalliga Nord gab er am 3. März 2013 beim 1:1 im Spiel gegen den SV Meppen. Von Trainer Andreas Boll wurde er in die Startelf berufen und erzielte in der 35. Minute die 1:0-Führung.
Zur Saison 2014/15 wechselte er vom VfB Oldenburg zum 1. FSV Mainz 05 II. Sein Profidebüt in der 3. Liga gab er beim 2:2 am 2. August 2014 im Spiel gegen Fortuna Köln. In der 63. Minute wurde er vom Mainzer Trainer Martin Schmidt für Marc Wachs eingewechselt.
Nach einer Saison verließ er die Mainzer Reserve und wechselte zum BFC Dynamo nach Berlin. Sein Debüt in der Regionalliga Nordost gab er am 24. Juli 2015 bei einer 0:3-Niederlage gegen den FSV Zwickau. Sein erstes Tor für den BFC erzielte er am 23. August 2015 im Spiel gegen den FC Schönberg 95. Beim 3:2-Sieg erzielte er in der 11. Minute den Treffer zum 1:1.
Zur Saison 2017/18 wechselte Pröger vom BFC Dynamo zu Rot-Weiss Essen; sein Vertrag lief bis 2019, wurde aber bereits in der Winterpause der Folgesaison aufgelöst, damit der Mittelfeldspieler in die 2. Bundesliga zum Aufsteiger SC Paderborn 07 wechseln konnte, an den er sich vertraglich bis 2021 band. Mit dem SC Paderborn stieg Pröger am Saisonende in die Erste Bundesliga auf. Dort erzielte er bei der 2:3-Niederlage gegen den FC Bayern München am 6. Spieltag der Saison 2019/20 seinen ersten Bundesligatreffer.
Am 20. Mai 2022 gab der Zweitligist Hansa Rostock die Verpflichtung Prögers zur neuen Saison bekannt. Unter dem Trainer Jens Härtel gab er am 1. Spieltag im Heimspiel im Ostseestadion gegen den 1. FC Heidenheim sein Startelfdebüt im Dress der Kogge. Sein erstes Tor für Hansa erzielte er am 6. August 2022 beim 2:1-Heimsieg über Arminia Bielefeld. Am Ende der Spielzeit 2022/23 war Pröger bester Torschütze der Norddeutschen mit zehn Treffern, die er in 33 Spielen erzielte. Der Klassenerhalt konnte am 33. Spieltag sichergestellt werden und Pröger erreichte mit den Ostseestädtern Rang 13. Im DFB-Pokal jener Saison scheiterte er mit der Mannschaft bereits in der 1. Hauptrunde am damaligen Viertligisten VfB Lübeck. Ein Jahr später konnte im DFB-Pokal die 2. Hauptrunde erreicht werden. Der FCH schied gegen den Ligakonkurrenten 1. FC Nürnberg aus (2:3 n. V.), nachdem zuvor der FSV Frankfurt im Elfmeterschießen bezwungen wurde. Am Ende der Saison 2023/24 stieg Pröger mit den Rostockern in die 3. Liga ab und verließ daraufhin den Verein.
Zur Saison 2024/25 schloss er sich dem SSV Jahn Regensburg an, für den er 27 Ligaspiele bestritt und am Saisonende abermals in die 3. Liga abstieg. Daraufhin wechselte er zum neuen Liga-Konkurrenten VfL Osnabrück.

## Erfolge
SC Paderborn
- Aufstieg in die Bundesliga: 2019

## Privat
Pröger ist im friesischen Schortens aufgewachsen. Er hat eine Ausbildung zum Konstruktionsmechaniker im Metallbau abgeschlossen, während er für den VfB Oldenburg spielte.
2021 heiratete er seine Frau Fenna, mit der er wenige Wochen vor der Hochzeit eine Tochter bekam.